# Municipio de Sergius
El municipio de Sergius (en inglés: Sergius Township) es un municipio ubicado en el condado de Bottineau en el estado estadounidense de Dakota del Norte. En el año 2010 tenía una población de 51 habitantes y una densidad poblacional de 0,4 personas por km².

## Geografía
El municipio de Sergius se encuentra ubicado en las coordenadas 48°50′35″N 101°0′19″O / 48.84306, -101.00528. Según la Oficina del Censo de los Estados Unidos, el municipio tiene una superficie total de 126.27 km², de la cual 123,69 km² corresponden a tierra firme y (2,04 %) 2,58 km² es agua.

## Demografía
Según el censo de 2010, había 51 personas residiendo en el municipio de Sergius. La densidad de población era de 0,4 hab./km². De los 51 habitantes, el municipio de Sergius estaba compuesto por el 96,08 % blancos, el 1,96 % eran asiáticos y el 1,96 % eran de una mezcla de razas. Del total de la población el 0 % eran hispanos o latinos de cualquier raza.